# Яромір Вайнбергер
Яромір Вайнбергер (8 січня 1896 — 8 серпня 1967) — американський композитор, який народився в Чехії.

## Біографія
Яромір Вайнбергер народився в Празі в родині єврейського походження.   Він почав грати на фортепіано у 5 років, а композицію та диригування  осягнув - у віці 10 років. Відвідував музичну студію у Ярослава Крічки, а пізніше викладачами були Вацлав Таліч та Рудольф Карел .  Він став студентом Празької консерваторії у  і 14 років, будучи студентом другого курсу, де вивчав композицію у Вітезслава Новака.  Пізніше, в Лейпцигу, він навчався у Макса Регера, який впливав на Вайнбергера щодо використання контрапункту. У вересні 1922 року Вайнбергер переїхав до США, де зайняв посаду викладача в Корнельському університеті. З 1922 по 1926 рік він був професором композиції в консерваторії Ітака.
Повернувшись до Чехословаччини,  був призначений директором Національного театру в Братиславі. Згодом отримав призначення в Еґері, Угорщині та Празі. У 1926 році Вайнбергер добудував " Дударку Шванду" ( Шванду Дудак ), яка стала надзвичайно успішною, з тисячами вистав у сотнях театрів, включаючи Метрополітен-оперу в Нью-Йорку.    Мері Лоссефф взяла на себе посаду в Новотні в лютому, але шоу було закрито нацистським урядом у березні. Його наступні європейські твори включають Пассакалью для оркестру та органу, Шість богемських танців для скрипки та фортепіано, оперу «Ізгої з покеру» та велику ораторію Різдва.
У 1939 році, після довгих поїздок до США, Братислави та Відня, він покинув Чехословаччину, щоб уникнути нацистів, і оселився в штаті Нью-Йорк, викладаючи там і в Огайо . Він написав низку творів на замовлення американських оркестрів. Американським громадянином він став у 1948 році.
Протягом 1950-х Вайнбергер переїхав до Санкт-Петербурга, штат Флорида. У подальшому житті у нього розвинувся рак мозку. Помер у серпні 1967 р.  Його дружина Джейн Лембергер Вайнбергер (вона ж Хансі) померла 31 липня 1968 року. 
У 2004 році чеський піаніст Томаш Вішек та віолончеліст Франтішек Брикціус організували тур, присвячений творчості Вайнбергера. 

## Основні твори
Вайнбергер склав понад 100 творів, включаючи опери, оперети, хорові твори та твори для оркестру.  Донедавна єдиною, яка залишалася навіть на узбережжі репертуару, була опера " Дудар Шванда" ( Švanda dudák ), що отримала світовий успіх після її прем'єри в 1927 році  Оперу досі виконують зрідка, і " Полька" та "Фуга" з неї часто звучать у концертному варіанті. Художники студії Уолта Діснея розглядали можливість зробити її сегментом для " Фантазії 2000", але замість цього обрали Фортепіанний концерт № 2 фа мажор Шостаковича у формі " Непохитного олов'яного солдата " Ганса Крістіана Андерсена.
Вайнбергер використовував різноманітну музичну мову.  Його дослідження в Празі та Лейпцигу наголошували на формальному контролі та майстерності контрапункту; за прикладом його вчителів, Крічки, Новака та Регера, твори  

## Список творів
Опера та оперета
- <i id="mwaQ">Шванда дудак</i> (Дудар Шванда), опера в 2-х діях (1926); лібрето Мілоша Кареша за Йозефом Каджетаном Тилем
- Milovaný hlas (Улюблений голос; Die Geliebte Stimme), опера в 3-х діях (1930); лібрето композитора після роману Роберта Мішеля 1928 року
- Lidé z Pokerflatu («Ізгої покеру»), Опера (1932); лібрето Мілоша Кареша за повістю 1869 року Бретом Харт
- Ярні Бурже (Весняні бурі; Frühlingsstürme), оперета в 3-х діях (1933); лібрето Густава Біра
- Na růžích ustláno (Ліжко з троянд), оперета (1933); лібрето Богуміра Полаха та Іржі Жалмана
- Apropó, co dělá Andula? (До речі, що робить Андула? ), Оперета (1934); лібрето Богуміра Полаха та Іржі Жалмана
- Císař pán na třešních (Імператорський лорд вишень), оперета (1936); лібрето Богуміра Полаха та Іржі Жалмана
- <i id="mwew">Валдштейн</i> (Валленстеін), Музичні Трагедії (опера) в 6 сценах (1937); лібрето Мілоша Кареша за Фрідріхом Шиллером ; Німецький переклад Макса Брода

Етап
- Únos Evelynion (Викрадення Евеліни; Die Entführung der Evelyne), Пантоміма в 1 акті (1915); лібрето Франтішека Лангера
- Кочурков (Шильда), Ляльковий театр (1926); лібрето Франтішека Смажика
- Саратога, балет (1941); лібрето композитора

Оркестровий
- Lustspiel (Veseloherní ouvertura), увертюра (1914); з популярною піснею "Пепіку, Пепіку" як головну тему
- Три п'єси для малого оркестру ( Tři kusy pro malý orchestr ) (1916)
- Дон Кіхот (1918)
- Scherzo giocoso (1920)
- Кокоуров (1923–1924)
- Увертюра до п’єси-маріонетки (Увертюра Пуппенспіеля; Předehra k loutkové hře) (1924)
- Полька та фуга (Polka a fuga z opery Švanda dudák) з опери " Дудар" Шванда (1926, опублікована 1928)
- Фуріант (Furiant z opery Švanda dudák) з опери " Дудар" Шванда (1926, опублікована 1931)
- Увертюра Білої гори ( Předehra k Bílé hoře ) (аранжування на фортепіано 1926)
- Танцювальне рондо (Taneční rondo, 1927)
- Ваноце (Різдво; Weihnachten) для оркестру та органу (1929)
- Неккерей для камерного оркестру (1929); також для фортепіано
- 6 чеських пісень і танців (České písně a tance) (1929); також для скрипки та фортепіано
- Увертюра до лицарської п'єси (Ouverture zum einen ritterlichen Spiel; Předehra k rytířské komedii) (1931)
- Пассакалья для оркестру та органу ( UE 1932)
- Chant hébraïque (Canto ebraico; Neima Ivrit; Hebrejský zpěv) (зменшення фортепіано 1936)
- Валдштейн (Валленштейн), Сюїта з опери (1937)
- Під розлогим каштаном (Pod košatým kaštanem), варіації та фуга на староанглійській мелодії (1939, перероблена 1941)
- Легенда про сонну западину, 4 рухи з ескізу Вашінгтона Ірвінга (1940)
- Пісня про відкрите море для камерного оркестру та органу (1940)
- Прелюдія та фуга на південному фольктуні (1940); також відомий як прелюдія та фуга про "Діксі"
- Пташина опера, Симфонічна сюїта (1940)
- Чеська рапсодія (Чеська рапсодія) (1941)
- Lincolnova symfonie (Лінкольн симфонія) (1941)
- Préludes Réligieux et Profanes (1952); Складена з 8 частин, частина 4 має назву Гімн і святий Венцеслав
- Aus Tirol, Folkdance and Fugue (1959)
- Увертюра вальсу (1960)

Концертний колектив
- Вшанування піонерів, Тріумфальний марш (1940)
- Рапсодія в Міссісіпі (1940)
- Прелюдія до фестивалю, концертний березень (1941)
- Полудень у селі (1951)

Концертант
- Диявол на дзвіниці для скрипки та оркестру
- Концерт для литавр з 4 трубами та 4 тромбонами (або 4 трубами, 3 тромбонами та тубою) (1939)
- Концерт для альт-саксофона та оркестру (1940)
- Ворон для віолончелі, бас-кларнета, арфи та струнного оркестру (опубліковано 1942)

Камерна музика
- Струнний квартет [9]
- Колок сентиментальний, Прелюдія за поемою Пола Верлена для скрипки та фортепіано (1920)
- Януза ( Uá cantilène ) (скрипка і фортепіано) (1920)
- 3 п'єси (Tři skladby) для скрипки та фортепіано (1924)

- 6 чеських пісень і танців (České písně a tance) скрипка та фортепіано (1929); також для оркестру
- 10 характерних соло для малого барабана з фортепіано (1939–1941)
- Сонатина для фаготу та фортепіано (1940)
- Сонатина для кларнета і фортепіано (1940)
- Сонатина для флейти та фортепіано (1940)
- Сонатина для гобоя та фортепіано (1940)
- Der Rabe для віолончелі та фортепіано

Орган
- Біблійні вірші (1939)
- Соната (1941)
- 6 релігійних прелюдій (1946)
- Роздуми, 3 прелюдії (1953)
- Присвяти, 5 прелюдій (1954)

Фортепіано
- Сонатіна (1908)
- Соната, Op.4 (1915)
- Етюд соль мажор на польський Хорал «Z dymem pożarów» (1924, включений в 1942 спільний альбом Данина Падеревського )
- Ритини (Гравюри; Гравюри), 5 прелюдій і фуг ( UE 1924)
- Drei Klavierstücke (Tři klavírní kusy) (1924)
- Спінетт-Сонате (Спінета-соната) ( UE 1925)
- Неккерей (1929); також для оркестру
- Дупак, Народна мелодія (1941)
- П’ять восьмих, етюд (1941)

Вокальний
- Хатіква для голосу та фортепіано (1919)
- Písně s průvodem klavíru (Пісні з супроводом фортепіано) для низького голосу та фортепіано (1924)

- Псалом 150 для високого голосу та органу (1940); Біблійний текст
- Шлях до Еммаусу для високого голосу та органу (1940); Біблійний текст
- Екклезіаст, кантата для сопрано, баритону, змішаного хору, органу та дзвонів (1946)
- «Божественної роботи», гімн для змішаного хору (1946); Біблійний текст від Екклезіаста
- П'ять пісень з Дез Кнабен Вундерхорн для сопрано та фортепіано (1962)
- Пр., Рапсодія для хору та оркестру (1962)
- Tři písně (3 пісні) для дитячого хору та фортепіано
- Вольність на 4 голоси; слова Йозефа Вацлава Сладека
- Dvě písně (2 пісні) для голосу та фортепіано